# تاتیانا شونماکر
تاتیانا شونماکر (انگلیسی: Tatjana Schoenmaker؛ زادهٔ ۹ ژوئیهٔ ۱۹۹۷) شناگر زن اهل آفریقای جنوبی است.
وی در مسابقات کشوری و بین‌المللی در مجموع برندهٔ ۴ مدال طلا، ۳ مدال نقره شده‌است.